# 벚꽃소리
벚꽃소리(桜音)는 피코의 메이저 3번째의 싱글이다. 2011년 3월 9일에 Ki/oon Records에서 발매되었다.

## 수록곡
CD
1. 벚꽃소리(桜音) [4:06]
작사: 피코·타이라요오, 작곡: samfree, 편곡: 오다카 코타로
2. 말의 메테오(言葉メテオ) [3:09]
작사·작곡: HYBRID SENSE, 편곡: samfree
3. 라스트 차임(ラストチャイム) [4:19]
작사: 피코, 작곡·편곡: samfree
4. 벚꽃소리 (PikoLess Version)
5. 말의 메테오 (PikoLess Version)
6. 라스트 차임 (PikoLess Version)

DVD (초회생산한정판)
1. 白い雪のプリンセスは
2. 勿忘草
3. ピコピコ☆レジェンドオブザナイト

## 수록 앨범
| 곡명     | 앨범  | 발매일          | 비고              |
| -------- | ----- | --------------- | ----------------- |
| 벚꽃소리 | 1PIKO | 2011년 5월 11일 | 1st 오리지널 앨범 |